# 舟津大地
舟津 大地（ふなつ だいち、1992年6月8日 - ）は、日本の俳優。福岡県出身。パワープレイプロモーション所属。以前はアトリエ・ヴィサージュ→TISエンタテイメントに所属していた。

## 来歴・人物
- 特技は野球。キャッチャー以外の内野全てをこなす。

### 家族・親戚
- 声優・俳優・歌手である小野賢章とは、従兄弟である。

## 出演

### テレビドラマ
- 弱くても勝てます〜青志先生とへっぽこ高校球児の野望〜（2014年4月-6月、日本テレビ）堂東学院・宇都義弘 役
- 罪火（2014年12月10日、テレビ東京系、水曜ミステリー9）松本勇輝 役
- ちゃんぽん食べたか 第5回「生きることの意味」（2015年6月27日、NHK総合）
- 表参道高校合唱部! 第2話、第3話（2015年7月24日、31日、TBS）中村 役（野球部部長・ピッチャー）
- 仰げば尊し 第4音（2016年8月7日、TBS）明宝高校吹奏楽部員 役
- 今日から俺は!! 第4話（2018年11月4日、日本テレビ）明久 役
- あなたの番です（2019年9月、日本テレビ）刑事 役
- ケイジとケンジ、時々ハンジ。 第6話（2023年5月18日、テレビ朝日）矢口久志 役
- プライベートバンカー 第4話（2025年1月30日、テレビ朝日）[1]

### 映画
- シュールな男（2015年）- 超能力選手 役
- 青空エール（2016年8月20日、東宝）野村寛 役
- 野球部員、演劇の舞台に立つ!（2018年2月24日、パンドラ）松永亮太 役

### 舞台
- 声劇「蒼天の憂色」（2013年、めぐろパーシモンホール）
- VOAT公演「大きな星空の下で～織り姫と彦星のメリークリスマス～」（2013年、上野ストアハウス）
- MyPeople公演「バンク・バン・レッスン」（2013年、赤坂元気劇場）
- 劇団PU-PU-JUICE第22回公演「タドル」（2015年12月17日 - 27日、キンケロ・シアター）
- 劇団空感演人プロデュース「オサエロ」（2017年8月31日 - 9月4日、あうるすぽっと）
- Monkey Works Vol.11 「明日は捲る」（2024年5月15日 - 19日、シアターサンモール）[2]

### ＣＭ
- コカ・コーラ「アクエリアス」（2015年、ポスター）
- アサヒ飲料「三ツ矢サイダー」まぶしすぎる記憶編　三ツ矢andサザン2018第2弾みんなのうた（2018年、TVCM）